# Le Roi de la vitesse
Pour plus de détails, voir Fiche technique et Distribution.
Le Roi de la vitesse est un film français réalisé par Henri Diamant-Berger et sorti en 1924.

## Fiche technique
- Titre : Le Roi de la vitesse
- Réalisation : Henri Diamant-Berger
- Scénario : Pierre de Guingand
- Photographie : Maurice Desfassiaux
- Production : Phocea Films
- Pays d'origine :  France
- Format : Noir et blanc - Muet - 1,33:1
- Date de sortie : 22 février 1924

## Distribution
- Pierrette Madd : Monny Doge
- Pierre de Guingand : Guy Damballe
- Charles Martinelli : Cecco
- Marcel Vallée : oncle V.O.V.
- Louis Pré fils : Falempeile
- Albert Préjean: un pilote
- Eugène Gaidaroff
- Antoine Stacquet